# Fritz Müller (Dirigent, 1905)
Fritz Richard Gottfried Müller (* 21. Juli 1905 in Bärenstein; † 24. Juni 1979 in Gotha) war ein deutscher Dirigent.

## Leben und Werk
Fritz Müller studierte von 1920 bis 1925 am Dresdener Konservatorium und an der Orchesterschule der Sächsischen Staatskapelle. Er war von 1926 bis 1929 Kapellmeister am Stadttheater in Würzburg und von 1929 bis 1934 in Saarbrücken. Von 1934 bis 1943 wirkte Fritz Müller als Erster Kapellmeister der Oper in Lübeck. Am 29. September 1941 beantragte er die Aufnahme in die NSDAP und wurde zum 1. Oktober desselben Jahres aufgenommen (Mitgliedsnummer 8.874.251). Von 1943 bis 1949 war er musikalischer Oberleiter und Musikdirektor am Theater der Stadt Cottbus sowie von 1949 bis 1951 Generalmusikdirektor der Städtischen Bühnen Rostock. 1951 wurde er Generalmusikdirektor und Leiter des Staatlichen Sinfonieorchesters Thüringen mit Sitz in Gotha.
„Am 21. August 1970  wurde der Generalmusikdirektor Fritz Müller (1905–1979) […] nach 19-jähriger Dirigententätigkeit in den Ruhestand verabschiedet. Sein Nachfolger wurde Gerhart Wiesenhütter.“